# Gotska ulica, Ljubljana
Gotska ulica je ena izmed ulic v Zgornji Šiški (Ljubljana).

## Zgodovina
Ulica je nastala v 60. letih 20. stoletja, ko so na travniku zgradili (1968-69) več stanovanjskih blokov in je postala dovozna pot za zahodno skupino blokov (vzhodno skupino povezuje Ob žici).
Ulica je ime dobila po tu odkritih arheoloških ostankih grobišča Vzhodnih Gotov. Ostanki so pripadali vojaški naselbini in ne stalnemu naselju, tako da se ostanke povezuje z gotskimi napadi na Rim iz konca 5. in prve sredine 6. stoletja. Prvih desetih odkopanih grobov je bilo uničenih, saj so predvidevali, da gre grobove iz druge svetovne vojne, preostale pa so strokovno odkopali in ostaline premestili v Mestni muzej Ljubljana.

## Urbanizem
Ulica poteka v obliki črke T, pri čemer so vsi trije kraki skoraj enako dolgi. Vzhodni krak poteka proti Trgu komandanta Staneta, južni krak se povezuje na Adamičevo ulico in zahodni krak se z manjšim obkljukom povezuje na Zatišje.